# Patto Democratico per la Catalogna
Il Patto Democratico per la Catalogna (in catalano Pacte Democràtic per Catalunya ) è stata una coalizione elettorale catalana che si presentò alle Elezioni generali spagnole del 15 giugno 1977 (Congresso dei deputati). L'obiettivo principale era l'approvazione di uno Statuto di autonomia per la Catalogna. Ne facevano parte
- Convergencia Democràtica Di Catalogna (CDC).
- Il Partito Socialista di Catalogna-Raggruppamento (PSC-R).
- Sinistra Democratica di Catalogna(EDC).
- Fronte Nazionale di Catalogna (FNC)[2].
- Indipendenti.

Ottenne 514.647 voti (16,68% dei voti in Catalogna e il 2,81% dei voti di Spagna) e 11 deputati, di i quali 5 facevano parte di CDC, 4 di PSC-R e 2 di EDC. Il capolista era Jordi Pujol. Poco dopo le elezioni la coalizione si ruppe: il PSC-R si unì al PSOE e al PSC-C per formare il PSC, mentre la CDC (alla quale l'EDC si era unita nel 1978) si univa all'Unione Democratica di Catalogna per formare CiU.